# Yulia Koltunova
Yulia Koltunova (n. 4 mai 1989, Volgograd, RSFS Rusă, URSS) este o săritoare în apă ce a reprezentat Rusia, medaliată olimpică. A participat la 2 ediții ale Jocurilor Olimpice (2004, 2012) în care a câștigat 1 medalie de argint.